# Salda (Tura)
Die Salda (russisch Салда́) ist ein 182 km langer rechter Nebenfluss der Tura in Sibirien (Russland, Asien). Sie ist nicht zu verwechseln mit dem wenig südlich fließenden gleichnamigen Nebenfluss Salda des Tagil.

## Verlauf
Die Salda entspringt in etwa 250 m an der Ostseite des Berges Blagodat, einer bedeutenden Eisenerzlagerstätte im Mittleren Ural, unmittelbar östlich der Stadt Kuschwa. Bald umfließt der Fluss die Stadt Krasnouralsk wenige Kilometer südöstlich, beim Ortsteil Oktjabrski, danach in nordöstlichen Richtungen das Uralhinterland immer auf dem Territorium der Oblast Swerdlowsk. Das durchflossene Gebiet ist dünn besiedelt, bewaldet und teils sumpfig. Im Mittellauf hat sich der Fluss relativ steil mehr als 50 Meter tief in die umliegende Ebene eingeschnitten. Erst am Unterlauf liegen wieder mehrere Dörfer. Schließlich mündet die Salda beim Dorf Ust-Salda etwa 30 Kilometer östlich von Werchoturje in die Tura (bei 81 m Höhe). Die Salda ist in Mündungsnähe knapp 50 Meter breit, einen Meter tief und die Fließgeschwindigkeit beträgt 0,5 m/s.

## Hydrographie
Das Einzugsgebiet der Salda umfasst 3670 km². Sie hat keine bedeutenden Nebenflüsse.
Die Salda gefriert zwischen Oktober bis Anfang November und Ende April bis Mai. Die mittlere monatliche Wasserführung beträgt 36 Flusskilometer oberhalb der Mündung 11,5 m³/s.

## Infrastruktur und Wirtschaft
Die Salda ist nicht schiffbar. Im Oberlauf wurden bei Kuschwa und Krasnouralsk mehrere kleine Stauseen zur bergbaulichen Nutzung angelegt (Eisen- bzw. Kupferbergbau).
Außer im Quell- und Mündungsnähe ist das Flussgebiet infrastrukturell wegen der dünnen Besiedlung kaum erschlossen. Nahe der Mündung überquert eine Straßenbrücke den Fluss.